# Championnat de Bahreïn de football 2003
Navigation
Saison précédente Saison suivante
La saison 2003 du Championnat de Bahreïn de football est la quarante-septième édition du championnat national de première division à Bahreïn. Les dix meilleures équipes du pays sont regroupées au sein d'une poule unique où elles s'affrontent deux fois, à domicile et à l'extérieur. En fin de saison, l'avant-dernier dispute le barrage de promotion-relégation tandis que le dernier est relégué en deuxième division.
C'est Riffa Club qui remporte la compétition, après avoir terminé en tête du classement final, avec six points d'avance sur le double tenant du titre, Al Muharraq Club et huit sur Al-Ahli Club. C'est le huitième titre de champion de Bahreïn de l'histoire du club.

## Les clubs participants
| - Al Muharraq Club - Riffa Club - East Riffa - Al Najma Club - Malkiya Club | - Al-Shabab Club - Busaiteen Club - Al-Ahli Club - Bahrain Club - Al Hala SC |

## Compétition

### Classement
Le classement est établi sur le barème de points classique (victoire à 3 points, match nul à 1, défaite à 0).
| Rang | Équipe            | Pts | J  | G  | N | P  | Bp | Bc | Diff |
| ---- | ----------------- | --- | -- | -- | - | -- | -- | -- | ---- |
| 1    | Riffa Club        | 40  | 18 | 13 | 1 | 4  | 48 | 20 | +28  |
| 2    | Al Muharraq ClubT | 34  | 18 | 10 | 4 | 4  | 44 | 22 | +22  |
| 3    | Al-Ahli ClubC     | 32  | 18 | 9  | 5 | 4  | 46 | 30 | +16  |
| 4    | Busaiteen Club    | 28  | 18 | 8  | 4 | 6  | 28 | 23 | +5   |
| 5    | Al Hala SC        | 22  | 18 | 6  | 4 | 8  | 36 | 40 | -4   |
| 6    | East Riffa        | 22  | 18 | 6  | 4 | 8  | 29 | 42 | -13  |
| 7    | Bahrain Club      | 21  | 18 | 5  | 6 | 7  | 22 | 26 | -4   |
| 8    | Al-Shabab Club    | 19  | 18 | 5  | 4 | 9  | 25 | 40 | -15  |
| 9    | Al Najma Club     | 18  | 18 | 4  | 6 | 8  | 25 | 36 | -11  |
| 10   | Malkiya Club      | 13  | 18 | 3  | 4 | 11 | 20 | 44 | -24  |

|  | Qualification pour la Ligue des champions de l'AFC 2004 et la Ligue des champions arabes de football 2003-2004 |
|  | Qualification pour la Ligue des champions de l'AFC 2004                                                        |
|  | Participation au barrage de promotion-relégation                                                               |
|  | Relégation en deuxième division                                                                                |
|  | T : Tenant du titre C : Vainqueur de la Coupe du Bahreïn                                                       |

### Matchs

#### Barrage de promotion-relégation
| Équipe 1         | Résultat | Équipe 2      | Aller | Retour |
| ---------------- | -------- | ------------- | ----- | ------ |
| Manama Club (D2) | 5 - 6    | Al Najma Club | 2 - 3 | 3 - 3  |

- Les deux clubs se maintiennent dans leur champion respectif.

## Bilan de la saison
| Championnat de Bahreïn de football 2003                             |                       |
| Champion                                                            | Riffa Club (8e titre) |
| Coupes et trophées                                                  |                       |
| Vainqueur de la Coupe de Bahreïn 2003                               | Al Muharraq Club      |
| Qualifications continentales                                        |                       |
| Ligue des champions de l'AFC 2004                                   | Riffa Club            |
| Ligue des champions de l'AFC 2004                                   | Al-Ahli Club          |
| Ligue des champions arabes de football 2003-2004                    | Riffa Club            |
| Promotions et relégations                                           |                       |
| Promus en Bahraini Premier League                                   | Al Sahel Bahrein      |
| Relégués en Championnat de Bahreïn de football de deuxième division | Malkiya Club          |